# RCDE Stadium
Le RCDE Stadium, originellement nommé Cornellà-El Prat, est un stade de football situé sur les communes de Cornellà de Llobregat et d'El Prat de Llobregat, limitrophe de Barcelone en Catalogne. C'est le stade officiel du RCD Espanyol, club de première division espagnole.

## Histoire
Lors de son inauguration le 2 août 2009, le RCD Espanyol a battu le Liverpool FC sur le score de 3-0, un but de García Fernández (19e) et un doublé de Sahar (63e et 87e).
Le 8 août 2009, le joueur catalan Daniel Jarque González, capitaine de l'équipe, décède subitement d'un arrêt cardiaque dans sa chambre d'hôtel à Florence à l'âge de 26 ans. Il participait avec son club à un stage en Italie, que ses dirigeants annulèrent immédiatement pour rentrer à Barcelone. À la suite de ce décès, les supporteurs du RCDE se rassemblèrent spontanément devant la porte 21 du nouveau stade de Cornellà pour se recueillir et déposer des gerbes de fleurs en souvenir du joueur qui portait le numéro 21 au dos de son maillot. Une grande partie d'entre eux souhaitent que le nouveau stade soit rebaptisé du nom du capitaine défunt.

## Événements
- Concert de The Black Eyed Peas et David Guetta (The Energy Never Dies World Tour), 3 juillet 2010

## Galerie

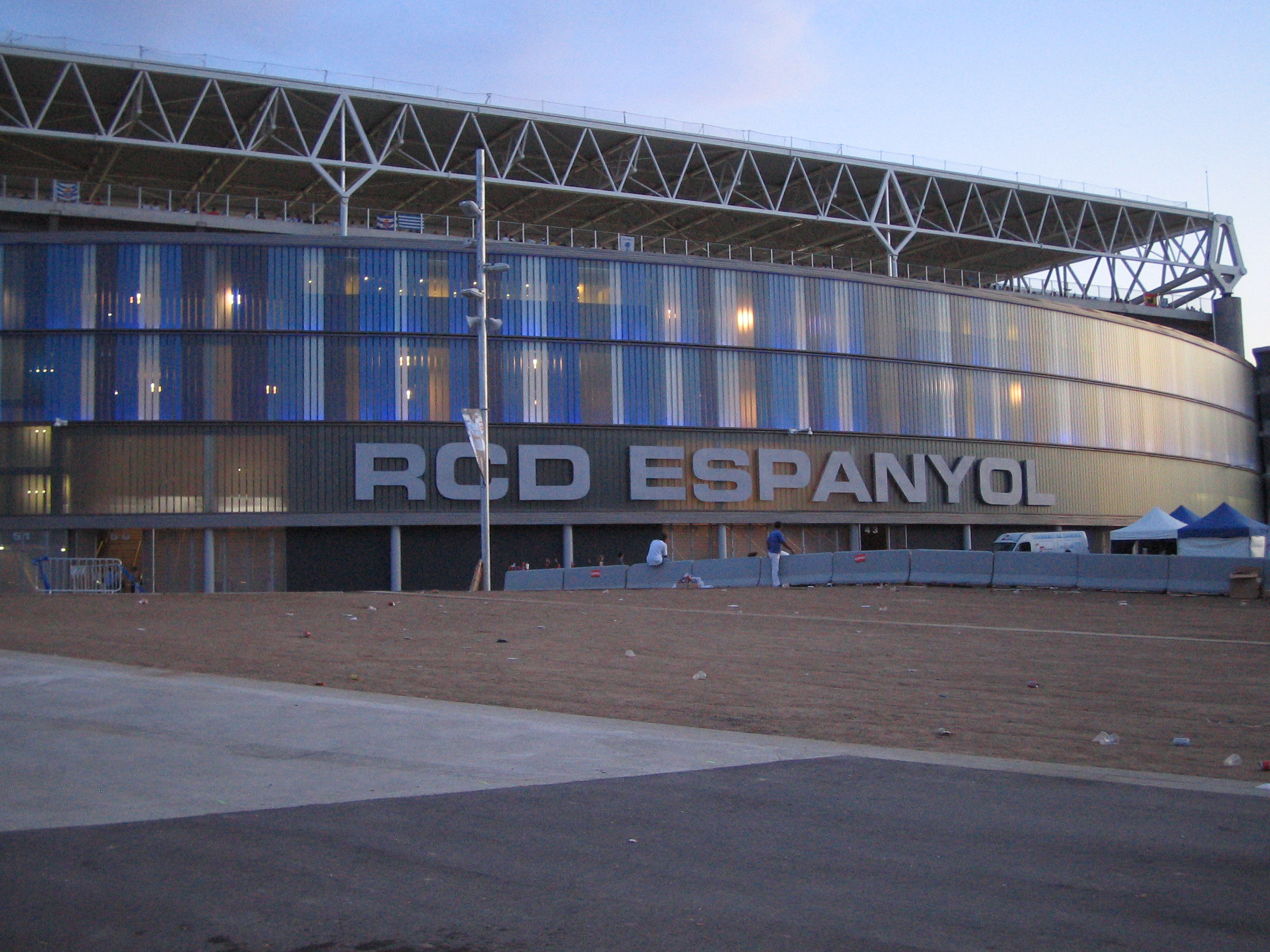
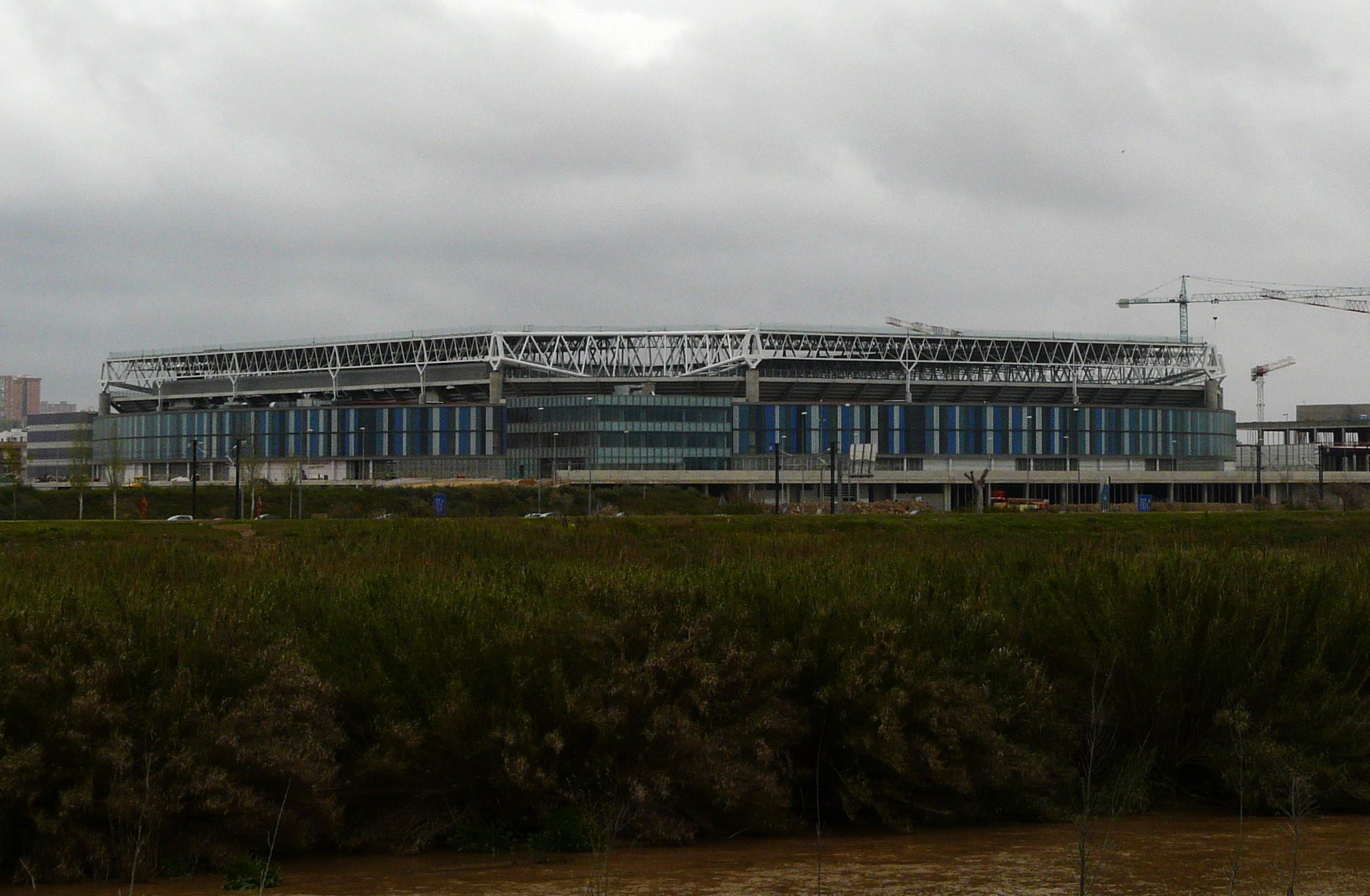
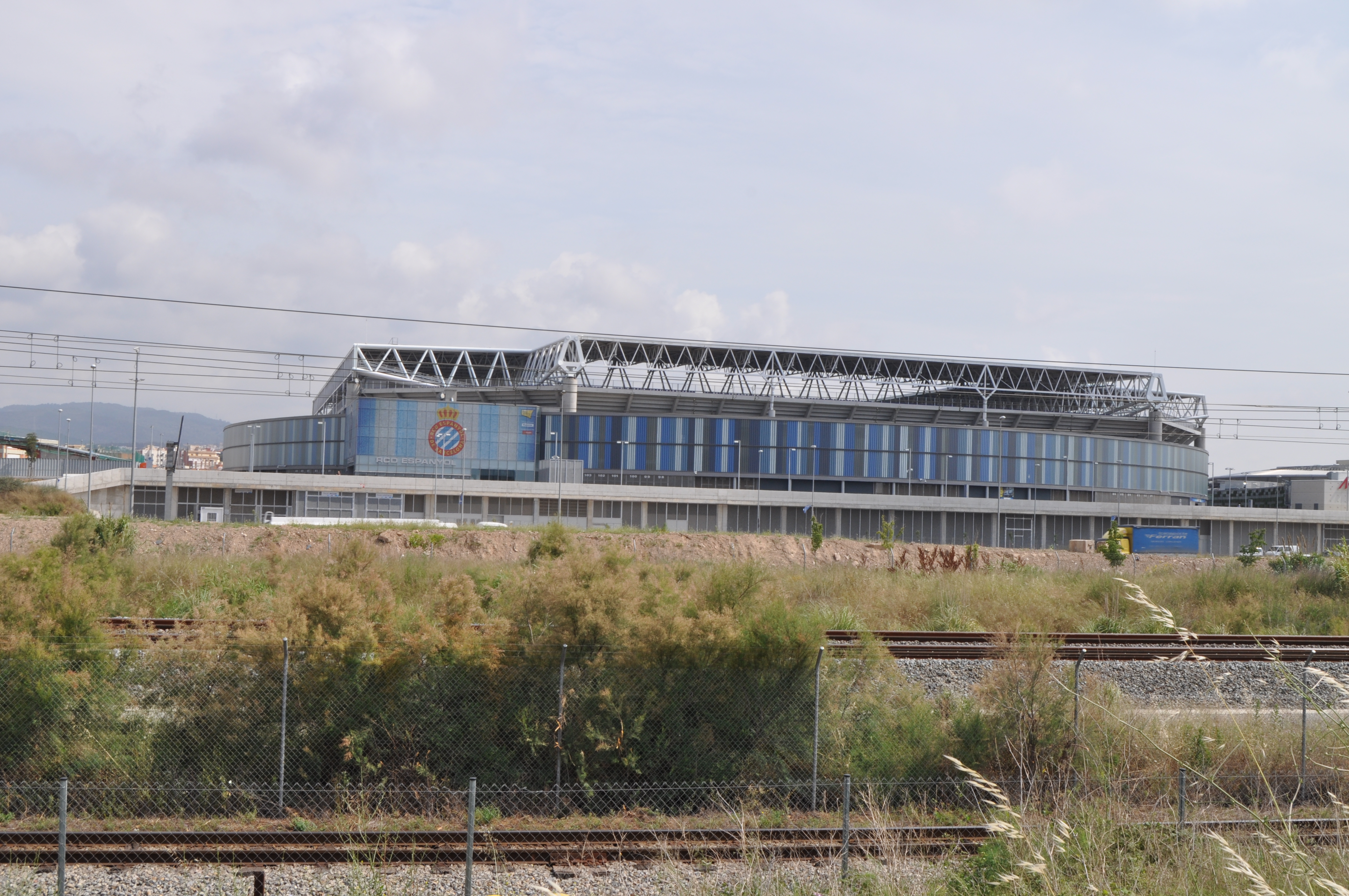